# Arrhabonarii
Les Arrhabonarii, Arrhabonaires, forment une secte chrétienne apparue en Pologne et en Transylvanie qui considérait que dans l'Eucharistie le pain et le vin ne sont pas la chair et le sang réels de Jésus-Christ, comme le croient les catholiques (transsubstantiation), ni des signes de ceux-ci (consubstantiation). Au lieu de cela, les Arrhabonarii croyaient que l'Eucharistie était seulement le gage ou la sincérité du don de Celui-ci. Le nom de la secte est dérivé du grec Ἀρραβων , Arrhabon, signifiant "gage" ou "caution". Cette position a d'abord été argumentée par Francesco Stancaro en 1543.
Les positions de Francesco Stancaro ont été critiquées par Philippe Mélanchthon et Jean Calvin.